# Ashlie Brillault
Ashlie Theresa Brillault (San Francisco, 21 maggio 1987) è un'attrice e avvocatessa statunitense.
È conosciuta per il ruolo di Kate Sanders nel telefilm Lizzie McGuire con Hilary Duff, Adam Lamberg, Lalaine, Jake Thomas, Hallie Todd e Clayton Snyder. Nel 2003 ha ricoperto il ruolo di Kate anche nel film Lizzie McGuire: Da liceale a popstar. Per Ashlie il ruolo di Kate è stata la sua prima esperienza da attrice. Prima di diventare famosa, ha lavorato per quattro anni come modella.
Ha frequentato la Millikan High School a Long Beach, California. Vive con i genitori e le due sorelle, Jennie e Alisa Brillault. Ama la musica punk rock, hip-hop e pop e considera sua madre il suo modello da seguire. Si è ritirata dalle scene ed ora è un avvocato.

## Filmografia
- Lizzie McGuire: Da liceale a popstar (2003) - Katherine "Kate" Sanders
- Lizzie McGuire (2001-2004) TV - Katherine "Kate" Sanders
- Switched! -  (2003) TV - Se stessa
- One on One (2003-2005) TV - Regina